# Lalo Salamanca
Eduardo "Lalo" Salamanca es un personaje ficticio de la serie de televisión de AMC Better Call Saul, precuela de Breaking Bad. Presentado en la cuarta temporada, es interpretado por Tony Dalton y fue creado por Peter Gould y el guionista Gordon Smith. El diálogo que presenta a Saul Goodman en el episodio de Breaking Bad "Better Call Saul" menciona a Lalo y Nacho Varga, aunque ninguno aparece en Breaking Bad.
Lalo es uno de los muchos sobrinos de Héctor Salamanca, un ejecutor del cartel de drogas de Don Eladio Vuente. Después de que Héctor sufre un derrame cerebral, Lalo llega desde México para ayudar a administrar la operación familiar de drogas en Albuquerque y se interesa más en los detalles del día a día que Héctor. Debido a la rivalidad entre Gus Fring y Héctor, Lalo se dedica a interrumpir el negocio legítimo de restaurantes de Gus, así como su reputación con el cartel.
Los showrunners le dieron a Dalton la libertad de apartarse de los estereotipos del cártel y las representaciones de los otros miembros de la familia Salamanca. El cocreador de la serie, Vince Gilligan, se hizo responsable de retrasar la presentación de Lalo, ya que Gould había querido presentar a Lalo desde la primera temporada. A diferencia de la mayoría de los demás miembros de su familia, Lalo es carismático y, a menudo, alegre; pero como ellos, también puede ser brutal y despiadadamente vicioso. La interpretación de Dalton ha sido aclamada por la crítica, y algunos críticos consideran a Lalo como uno de los mejores villanos de la televisión.

## Concepción y desarrollo
En julio de 2018, Tony Dalton se unió a Better Call Saul en el papel de Lalo Salamanca, apareciendo por primera vez en el episodio de la cuarta temporada "Coushatta". El episodio de la segunda temporada de Breaking Bad "Better Call Saul" menciona a Lalo; también presenta a Saul Goodman (nombre comercial de Jimmy McGill) y menciona a "Ignacio" (Nacho Varga). En una entrevista antes de que se emitiera Better Call Saul, Vince Gilligan dijo que los escritores habían imaginado a Lalo como un personaje principal y, al igual que con Breaking Bad, deben "mantenerse al tanto de lo que nuestros personajes han hecho en el pasado y hacer un buen uso de ello aquí en el presente y el futuro". Sin embargo, Gilligan y Peter Gould tuvieron problemas para descubrir cómo presentar al personaje correctamente. Lo consideraban un coco alrededor de la segunda temporada de Breaking Bad, pero no habían descubierto su personalidad o motivaciones. Gilligan se hizo responsable de retrasar la presentación de Lalo, ya que Gould había querido presentar a Lalo desde la primera temporada. Gould vio que Lalo necesitaba ser diferente de los otros miembros de la familia Salamanca y un contraste igual a Gus Fring. Dio crédito a sus directores de casting Sherry Thomas y Sharon Bialy por seleccionar a Dalton para el papel, y agregó que Dalton tenía "el encanto, la alegría y la amenaza" necesarios para el personaje y "todo el encanto de una estrella de cine de los años 40". Gould dijo que Lalo lleva el nombre del compositor Lalo Schifrin.
El episodio "Wiedersehen", escrito por Gennifer Hutchison, desarrolla aún más a Lalo. Hutchison dijo que, si bien es tan "aterrador" como los otros Salamanca, es "un poco más circunspecto con las cosas". Explicó que los productores querían que él fuera "un poco encantador", a diferencia de los otros Salamanca, quienes, según ella, tenían pocas cualidades más allá de la temibilidad. Dalton dijo que el final de la quinta temporada, "Something Unforgivable", proporciona una amplitud que no se ha visto en episodios anteriores. Lalo aparece por primera vez como una persona carismática que su familia extendida y los líderes del cartel dan la bienvenida, pero muestra un lado vicioso y vengativo después de que su familia es atacada.  Dalton dijo que la ira desenfrenada de Lalo en la sexta temporada es lo que lo diferencia de su personalidad relajada en la quinta temporada. Michael Mando, que interpreta a Nacho, describió a Lalo como "un Salamanca en todos los sentidos, igual que Tuco y Héctor tenían su propio sabor a las erráticas Salamancas". Gilligan y Gould le dieron a Dalton la libertad de tomar la personalidad de Lalo como mejor le pareciera, tal como le habían permitido a Jonathan Banks desarrollar a Mike Ehrmantraut durante Breaking Bad,  aunque también le dijeron a Dalton que pensara en Lalo como algo así como un  "Príncipe de los narcos".  Dalton considera que Lalo está en yuxtaposición con Gus debido a la actitud relajada de Lalo y al "lenguaje corporal suelto" que contrasta con el hecho de que Gus está constantemente ansioso por las decisiones y tiene un "lenguaje corporal estricto". 
Según Dalton, originalmente no se suponía que Lalo fuera muy encantador; sintió que la serie necesitaba a alguien "un poco sonriente, despreocupado y un poco travieso" como Jimmy pero "en el papel del malo".  Dalton se inspiró en el personaje de Samuel L. Jackson, Jules Winnfield, de Pulp Fiction para crear este "[k] tipo de este culo inteligente, un poco aterrador pero un poco despreocupado, un tipo genial",  así como el personajes negativos interpretados por Jack Nicholson. También buscó alejarse de su papel en la serie de televisión Sr. Ávila como un sicario que sentía que tenía "personalidad cero". En cambio, se inspiró en el personaje de Geoffrey Rush en Elizabeth, que sonríe mientras mata. Dalton bajó el tono del acento mexicano de Lalo porque creía que el personaje, dada su riqueza, fue educado en una "buena escuela" en los Estados Unidos. En cambio, optó por un acento que había desarrollado al crecer en Laredo, Texas. Dalton le dio a Lalo una personalidad más optimista para mostrar la vida normalmente fácil del personaje y distanciarlo de la representación típica de los miembros del cartel que se toman en serio su trabajo.  Lalo es asesinado por Gus en el episodio de la sexta temporada "Point and Shoot". Gordon Smith dijo que se consideró que Mike mataría a Lalo, pero esta idea se descartó para dejar que los "grandes grandes males" de la serie –Gus y Lalo- ven cara a cara.

## Biografía del personaje ficticio

### Temporada 4
Eduardo "Lalo" Salamanca es uno de los muchos sobrinos de Héctor Salamanca, un ejecutor del cartel de drogas de Don Eladio Vuente. Después de que Héctor sufre un derrame cerebral que lo confina a una silla de ruedas y lo deja incapaz de hablar, Lalo se muda de México a Albuquerque para ayudar a administrar la operación de drogas de la familia Salamanca y se interesa más en los detalles del día a día que Héctor. Nacho Varga, el subordinado de Héctor, es secretamente responsable del derrame cerebral de Héctor y actúa como un topo para el rival de Héctor, Gus Fring, por lo que la llegada de Lalo lo deja inquieto. Lalo visita a Héctor en el hogar de ancianos y le da un timbre para llamar a la recepción, un recuerdo de cuando Héctor mató a un hotelero e incendió el hotel después de que su dueño le faltó al respeto. Lalo coloca el timbre en la silla de ruedas de Héctor para que Héctor pueda comunicarse tocándolo con su dedo índice derecho, la única parte del cuerpo que puede mover después de su accidente. Lalo llega a Los Pollos Hermanos (la fachada de Gus para su operación de drogas) y se presenta a Gus. Lalo le agradece por brindarle primeros auxilios a Héctor y pagar por su atención, pero vigila a sus subordinados para conocer sus actividades habituales.
Mientras vigila la granja de pollos de Gus, Lalo observa actividad relacionada con la fuga de Werner Ziegler. Sigue a Mike Ehrmantraut mientras rastrea a Werner, lo que lo lleva a una tienda Travelwire. Mike adivina que Werner se dirige a un balneario de aguas termales, actualiza a Gus sobre las acciones de Werner y convence a Gus para que lo deje recuperar a Werner en lugar de enviar sicarios. Después de que Mike y Gus se van, Lalo entra y trata de averiguar lo que sabe Mike, pero el empleado, Fred Whalen, se niega a decírselo. Tras entrar a la fuerza por los techos, Lalo mata a Fred, revisa las imágenes de seguridad que vio Mike y prende fuego a la tienda al salir. Lalo llama a resorts hasta que encuentra a Werner; luego finge trabajar para Gus y engaña a Werner para que revele detalles sobre la construcción del laboratorio de metanfetamina debajo de la lavandería industrial de Gus. Mike llega a la ubicación de Werner y termina la llamada, pero se da cuenta de que Lalo ahora sabe algo de información sobre la construcción. Mike informa a Gus, quien se da cuenta de que Werner tendrá que ser asesinado para evitar que Lalo aprenda más; Mike acepta la responsabilidad y mata al propio Werner en lugar de esperar a los sicarios.

### Temporada 5
Gus lleva a Lalo a una reunión "pisando" la parte de la cocaína del cartel que le corresponde a los Salamanca. Con Juan Bolsa presente, Gus le dice a Lalo que Werner estaba construyendo un enfriador y huyó después de robar cocaína. Afirma que luego intentó cubrir la pérdida reemplazando la cocaína con metanfetamina local inferior. Dado que la historia de portada explica los eventos que conoce Lalo, acepta la explicación y la disculpa de Gus. Bolsa le dice a Lalo que Gus goza de la confianza de Eladio, por lo que Lalo debe dar por cerrado el asunto. Debido a la presencia de Lalo en Albuquerque, Gus deja de trabajar en el laboratorio de metanfetamina. Lalo le dice a Héctor que no cree en la tapadera de Gus; Héctor confirma que el cartel tolera a Gus solo porque gana bien.
Cuando Krazy-8 es arrestado frente a un escondite de los Salamanca, Nacho, para ganarse la confianza de Lalo, trepa a los tejados para colarse y recuperar las drogas antes de que entre la policía. Lalo queda impresionado y toma a Nacho en su confianza. Nacho lleva a Jimmy a Lalo, quien conoce a Jimmy de Tuco. Lalo le pide a Jimmy que libere a Krazy-8 usándolo para alimentar a la DEA con información sobre los puntos muertos de Gus. Nacho informa a Gus, quien acepta la pérdida de efectivo de los puntos muertos para proteger el papel de Nacho como su informante. Jimmy asegura la liberación de Krazy-8 y lo convierte en informante confidencial del agente de la DEA Hank Schrader. Lalo felicita a Jimmy, pero Nacho le advierte que una vez que comience a trabajar para narcotraficantes, no hay vuelta atrás.
Mientras se hace pasar por un investigador privado de la familia de Fred, Mike convence a una testigo del asesinato de Fred para que proporcione detalles policiales sobre el auto de Lalo, lo que lleva al arresto de Lalo. En la cárcel bajo el alias "Jorge de Guzmán", a Lalo inicialmente se le niega la libertad bajo fianza y sospecha de cómo la policía llegó a perseguir su automóvil y le ordena a Nacho que incendie uno de los restaurantes de Gus. Gus se da cuenta de que Lalo seguirá siendo un problema, pero decide que matarlo creará tensión con el cartel, por lo que Gus y Nacho vuelven a proteger el papel de Nacho como informante de Gus quemando el restaurante. Luego, Gus organiza la liberación de Lalo haciendo que Mike le proporcione a Jimmy los detalles de la investigación de Mike. Jimmy usa la información para acusar a la policía de manipulación de testigos, y el juez concede la fianza, que se fija en $7 millones en efectivo.
Los primos de Lalo, Leonel y Marco, entregan el dinero a Jimmy en un lugar remoto del desierto. En su viaje de regreso, hombres armados detienen a Jimmy, toman el dinero y se preparan para matarlo. Mike estaba siguiendo a Jimmy por Gus y mata a todos menos a un pistolero. Continúan el viaje de regreso a Albuquerque con el dinero, pero el auto de Jimmy se descompone. Lo empujan al costado del camino, toman el efectivo y caminan durante dos días. El segundo día, matan al pistolero restante y luego regresan a Albuquerque. 
Jimmy paga la fianza de Lalo y oculta la participación de Mike al afirmar que estaba solo y caminó después de que su auto se averió. Mike informa a Gus, quien se da cuenta de que Bolsa envió a los pistoleros creyendo que estaba protegiendo el negocio de Gus al mantener a Lalo encarcelado. Lalo se prepara para regresar a México para evitar el juicio, pero sus sospechas lo llevan a buscar el auto de Jimmy. Se enfrenta a Jimmy y su esposa Kim Wexler en su apartamento y revela que lo encontró y que tenía varios agujeros de bala. Kim le dice a Lalo que un transeúnte probablemente le disparó por diversión y lo reprende por no confiar en Jimmy. Lalo se va a México con Nacho. 
En la casa de Lalo en Chihuahua, amigos y familiares lo saludan a él y a Nacho. Lalo le presenta a Nacho a Don Eladio, quien bendice el plan de Nacho para supervisar el negocio de las drogas en Salamanca en ausencia de Lalo. Gus envía asesinos a la casa de Lalo, y Nacho recibe una llamada indicándole que deje abierta la puerta trasera de Lalo a las 3 de la mañana. Lalo todavía está despierto a la hora señalada, por lo que Nacho enciende un fuego en la cocina para distraerlo y abre la puerta. Nacho huye cuando los asesinos entran y matan a la mayoría de la familia y los guardias de Lalo. Lalo mata a todos menos a un asesino y obliga al superviviente a informar de su muerte al intermediario que organizó el ataque. Lalo luego se da cuenta de que Nacho no está y, enojado, se aleja de su casa.

### Temporada 6
Lalo mata a uno de sus inquilinos para que sirva como doble del cuerpo y deja el cuerpo del hombre dentro de su casa, lo que hace que la policía y el cartel asuman que Lalo está muerto. Lalo tiene la intención de probar la complicidad de Gus en el ataque, pero se da cuenta de que la prueba no está en los Estados Unidos. Gus no cree que Lalo esté muerto y pide a Mike que organice guardias las 24 horas. Viaja a Alemania y al llegar se hace amigo de la viuda de Werner, Margarethe, lo que lo lleva a una escultura Lucite que su equipo le dio a Werner. Utiliza la etiqueta del escultor para rastrear a Casper, uno de los integrantes de su equipo de trabajo a quien derrota en una pelea y obliga a revelar detalles del proyecto que Werner estaba supervisando.
Lalo regresa a Albuquerque y vigila la lavandería, con la intención de obtener imágenes en video del laboratorio de metanfetamina para Don Eladio. Al ver las instalaciones bien protegidas, Lalo engaña a Gus llamando a Héctor y afirmando que atacará a Gus en su casa. Mike desvía a los hombres a la casa de Gus, dejando desprotegidos a otros posibles objetivos. Tras observar a una cucaracha, Lalo decide ir al apartamento de Jimmy y Kim, donde el abogado Howard Hamlin los confrontaba sobre su plan para arruinar su reputación. Kim implora a Howard que se vaya, pero Lalo mata a tiros a Howard.
Lalo le indica a Jimmy que vaya a la casa de Gus (sin mencionarlo) y lo mate, pero Jimmy convence a Lalo de que envíe a Kim en su lugar. Después de que Kim se va, Lalo ata a Jimmy y le cuenta sobre el ataque a su complejo. Jimmy niega estar involucrado, culpa a Nacho y afirma que apenas lo conoce. Lalo se va a lavar la ropa después de amenazar con interrogar a Jimmy a su regreso. Gus se da cuenta de que enviar a Kim a su casa fue una distracción y él mismo va a la lavandería. Lalo mata a los guardias de Gus y luego lo obliga a mostrarle el laboratorio sin terminar mientras lo graba en video. En el laboratorio, Lalo se prepara para matar a Gus, pero Gus lo distrae lanzando ofensas contra el cartel y corta la energía de las luces y mata a Lalo con un arma que había escondido allí antes. Mike entierra a Lalo y Howard debajo del piso del laboratorio y les dice a Jimmy y Kim que no volverán a ver a Lalo.
En 2008, cuando Walter White y Jesse Pinkman luego secuestran a Saul para obligarlo a representar a Badger, quien ha sido arrestado por vender metanfetamina, Saul aterrorizado cree que Lalo los envió y dice otra vez que fue culpa de Nacho. Saul se siente aliviado cuando la confusión de Walter y Jesse confirma que no tienen conexión con Lalo. En 2010, Saul todavía no está del todo convencido de que Lalo haya muerto, y lo llamó "aparentemente" muerto durante una llamada telefónica con Kim. Más tarde, Kim decide confesar los detalles de la muerte de Howard a los fiscales y a la viuda de Howard, y nombra a Lalo como su asesino, aunque se desconoce la ubicación de los cuerpos de Lalo y Howard.

## Recepción
El personaje de Lalo Salamanca y la actuación de Tony Dalton han recibido elogios de la crítica, y algunos críticos lo consideran uno de los mejores villanos de la televisión. Al revisar el episodio que presenta a Lalo, Alan Sepinwall de Rolling Stone dijo que Dalton "da una sólida primera impresión en el papel" y esperaba "más que llenar un espacio en blanco que la mayoría de los espectadores habían olvidado hace mucho tiempo que existía".  Sepinwall llama a la escena final de "Bad Choice Road", en la que Lalo se enfrenta a Jimmy y Kim, una de las mejores de la serie. Elogia las actuaciones de los actores principales, particularmente Rhea Seehorn como Kim y Dalton como Lalo. Steve Greene de IndieWire, después de comparar a Lalo con el personaje de Anton Chigurh de la película No Country for Old Men, señaló que tiene "la imprevisibilidad de su impulsivo y petulante hermano combinada con la falsa genialidad de su pollo CEO rival" y elogió la actuación de Dalton: "Dalton hace que esa sonrisa venenosa y afectada funcione, especialmente cuando se combina con el flagrante desprecio de Lalo por el daño corporal". Brian Grubb de Uproxx escribió en su reseña del final de la quinta temporada: "Es casi irrazonable lo bueno que es el personaje de Lalo. Lograr esto después de cinco temporadas de este programa y la ejecución completa de Breaking Bad, presentar a alguien así de encantador, malvado y perfecto, es básicamente presumir".